# Nebnica
Nébnica, tudi mandelj ali nebna tonzila je tonzila v obliki in velikosti mandlja na levi in desni strani goltne ožine.

## Embrionalni razvoj
Nebnica se razvije iz drugega škržnega žepa. Epitelij drugega škržnega žepa se aktivno razmnožuje in tvori poganjke, ki prodirajo v mezenhim. V te poganjke naknadno prodre mezoderm in tako tvori zasnovo za nebnico. V tretjem do petem
mesecu razvoja se v nebnico postopoma naseli limfatično tkivo, ki je mezodermalnega izvora.

## Anatomija
Nebnici sta parna organa iz mehkega tkiva, ki ležita v trikotasti nebni loži, spredaj omejeni s prednjim, zadaj pa z zadnjim nebnim lokom, ki so zgoraj stikata proti malemu jezičku. Spodaj je nebnica lahko ostro omejena ali pa se nadaljujeje proti korenu jezika. Tkivo, iz katerega sestojita nebnici, je podobno tistemu v bezgavkah; pokriva ga rožnata sluznica. Vzdolž nebnice se sluznica ugreza v tkivo in tvori t. i. mandljeve (tonzilarne) kripte.

## Bolezni
Bolezni, ki lahko prizadenejo nebnice, so:
- akutni tonzilitis: bakterijska ali virusna okužba nebnic, ki povzroči njihovo zatekanje in vnetje žrela. Na nebnicah se lahko tvori rjava ali bela obloga (eksudat);
- kronični tonzilitis: dlje časa trajajoča okužba nebnic, lahko kot posledica več zaporedih akutnih tonzilitisov;
- peritonzilarni absces: ognojek, ki se tvori ob nebnici in potiska nebnico v drugo stran;
- akutna mononukleoza: po navadi jo povzroča Epstein-Barrov virus in se kaže kot vneto žrelo, zatekaje tonzil, vročina, izpuščaj in utrujenost;
- streptokokno žrelo: bakterijska okužba tonzil in žrela, ki jo povzroči bakterija streptokok; vneto žrelo pogosto spremljata tudi vročina in bolečina v vratu;
- povečane (hipertrofirane) nebnice: povečane nebnice, ki povzročijo zožanje dihalne poti in posledično lahko tudi smrčanje in apnejo med spanjem;
- tonziloliti (tonzilni kamni): trde kalcificirane tvorbe, ki nastanejo iz drobirja, ki se ujame v nebnicah.

## Tonzilektomija
Tonzilektomija je operacijska odstranitev mandljev. Indikacije za operativno odstranitev so raznovrstne. Pri otrocih so vzroki za odstranitev mandljev največkrat ponavljajoče se angine, povečani mandlji, ki motijo dihanje, hranjenje ali povzročajo obstruktivno motnjo dihanja. Odstranitev je potrebna tudi po prebolelem peritonzilarnem abscesu, saj se ta lahko ponovi.